# Vallastaden

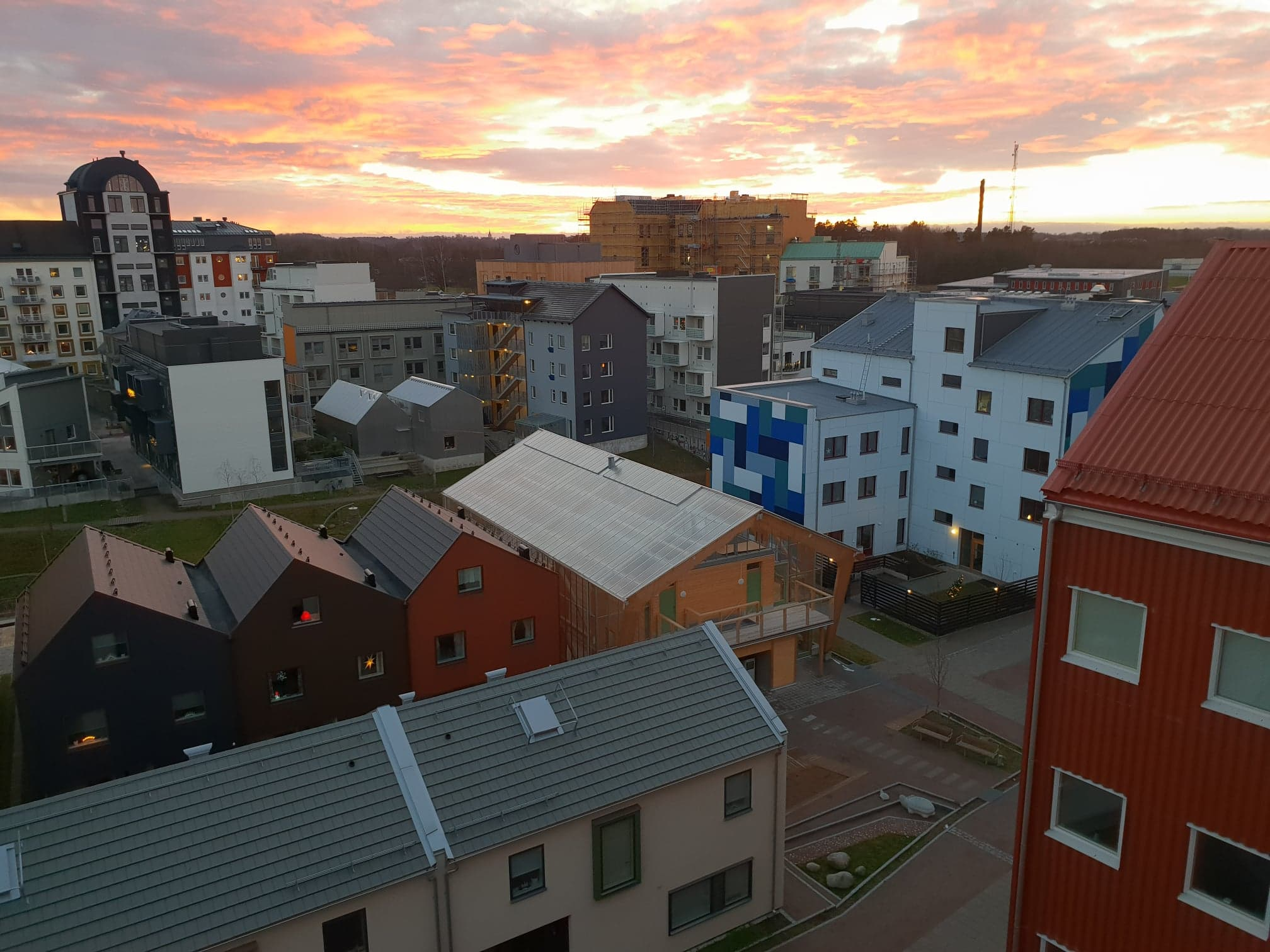
Vy över ett av kvarteren i Vallastaden

Vallastaden är ett bostadsområde i stadsdelen Västra Valla i Linköping, som fullt utbyggd ska innehålla cirka 1 000–1 500 bostäder, kontor och service. I första etappen (fram till 2018) har cirka 1 000 bostäder färdigställts.
I Vallastaden finns flera restauranger och annan service och i de flesta kvarteren finns ett gemensamt hus som kallas felleshus, där de boende i kvarteret har möjlighet att umgås och använda för gäster. Det finns för närvarande en skola och en förskola i Vallastaden och området ligger invid Linköpings universitet och Valla folkhögskola och området och dess närhet finns en rad lekparker, parker och naturområden för olika aktiviteter. Smedstadsbäcken rinner rakt igenom Vallastaden och utmed bäcken ligger Broparken med många bryggor och planteringar, med broar över för att ta sig till de olika sidorna av Vallastaden.

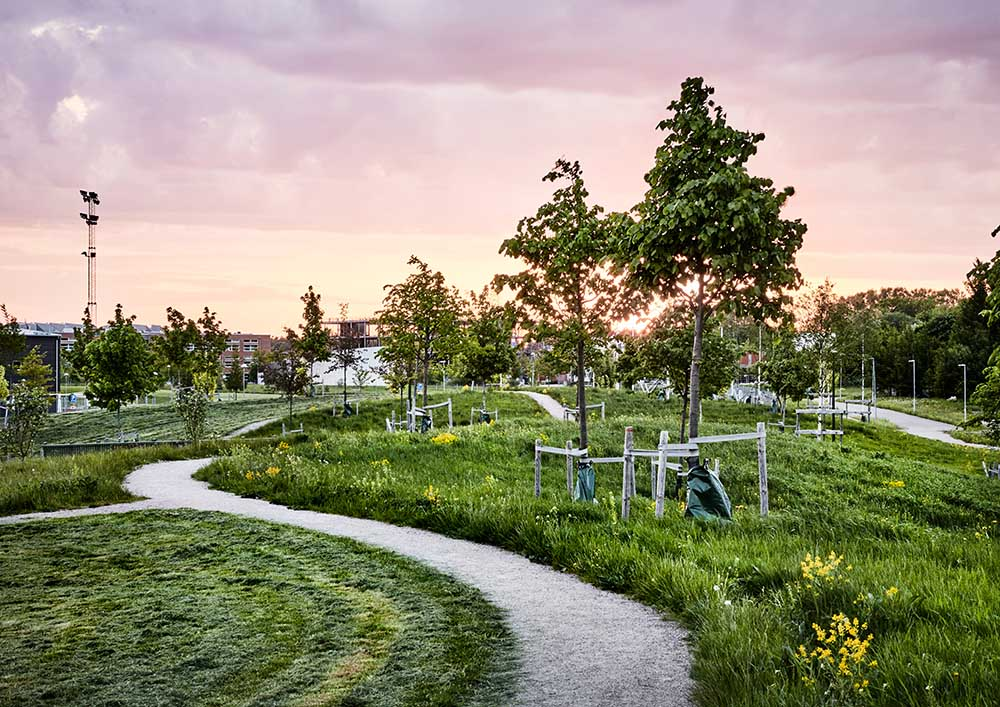
Paradiset.

På den norra sidan av Vallastaden finns parken Paradiset där det finns många publika fruktträd samt möjlighet att hyra odlingslotter. Parken belönades med landskapsarkitekturpriset Landmärket år 2020.
I Vallastaden finns många smarta lösningar, spännande arkitektur och innovativ teknik. Ett stort antal av husen är passivhus eller plusenergihus och flera hus är byggda i trä. Exempelvis så sköts avfallshanteringen genom innovativa sopsugar.
2021 invigdes Sankt Markus syrisk-ortodoxa kyrka som är belägen i Vallastaden.

## Historik
Under våren 2012 genomfördes en arkitekttävling i syfte att få fram bra idéer om hur Vallastaden ska formas. Det vinnande förslaget – Tegar av Okidoki Arkitekter – baseras på den traditionella oskiftade byns indelning av jordbruksmarken i tegar. Förslaget ger förutsättningar för många olika marktilldelningar i varierande storlek och till blandningen av bostadstyper och boendeformer. Inom varje kvarter blandas flerbostadshus, radhus och villor.
Vallastaden var platsen för bomässan "Vallastaden 2017".

### Noter

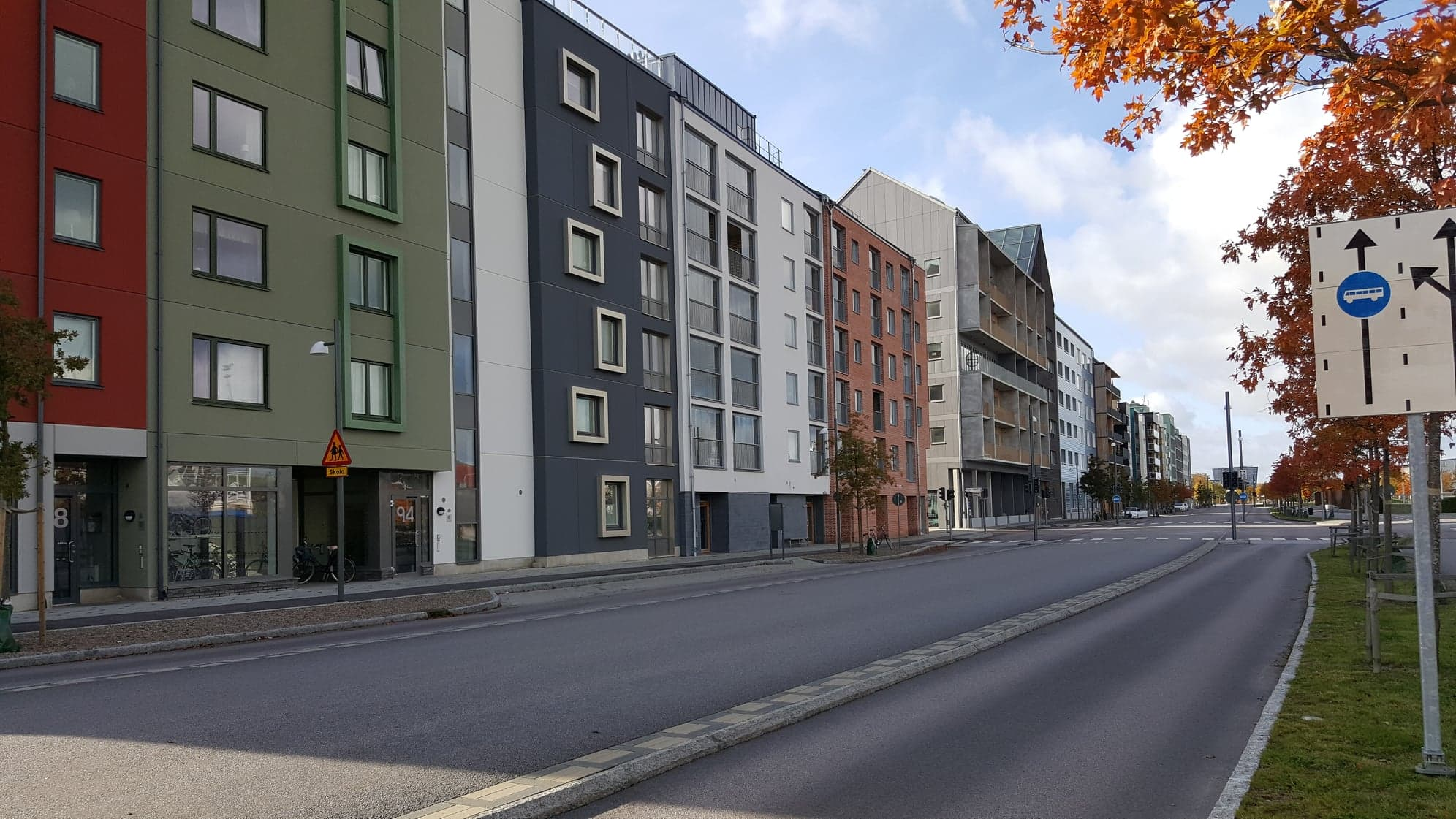
Vy från Kunskapslänken i Vallastaden